# Giovanna d’Aragona (1502-1575)
Pour les articles homonymes, voir Jeanne d'Aragon.
Giovanna d'Aragona (1502 - 11 septembre 1575), duchesse de Paliano, est une aristocrate napolitaine, mécène des arts, des imprimeurs et de la réforme religieuse pendant la Renaissance.

## Biographie
Giovanna est la fille aînée du duc Ferdinando de Malteno et de Castellana de Cardona. Son père est un fils cadet et illégitime de Ferdinand Ier de Naples et de Diana Guardato, tandis que sa mère est la fille de Raimond de Cardona et d'Isabelle de Requesens. Elle est la sœur d'Antonio d'Aragona, duc de Montalto, et de Maria d’Aragona, marquise del Vasto.
Ses parents fuient l'invasion française de Naples et se réfugient sur l'île d'Ischia. Constanza d'Avalos y réside également et rassemble autour d'elle un cercle littéraire  dont fait partie la future belle-sœur de Giovanna, la poète Vittoria Colonna, épouse du neveu de Constanza, Fernando d'Ávalos.
Giovanna est une beauté célèbre de son époque. Elle est décrite comme « belle mais froide » . En 1518, l'année de ses fiançailles avec Ascanio Colonna, connétable de Naples, le cardinal Bibbiena, ambassadeur papal à la cour de France, commande un portrait d'elle à l'atelier de son ami Raphaël comme cadeau pour le roi .
En 1521, Giovanna épouse donc Ascanio Colonna, duc de Paliano. Le couple donne naissance à six enfants : 
- Fabrizio (1525-1551), mort au siège de Parme. Il épouse Ippolita Gonzaga, fille d'Isabelle de Capoue et de Ferdinand Ier de Guastalla ;
- Prospero, mort dans l'enfance ;
- Vittoria, épouse le 5 avril 1536 García Álvarez de Tolède ;
- Marcantonio (1535-1584), duc de Paliano et vice-roi de Sicile ;
- Gerolama (?-1598), épouse le 1er juin 1559 Camillo Pignatelli, duc de Monteleone ;
- Agnese (1538-1578) épouse le 26 juillet 1558 Onorato Caetani, duc de Sermoneta.

Le mariage est malheureux et, en 1538, Giovanna demande à Charles Quint les moyens de vivre séparée de son mari. Il lui accorde 3 000 écus par an. Ascanio part pour la Lombardie et elle, faisant semblant d'aller aux bains de Pouzzoles, se rend à Ischia avec leurs biens et leurs enfants. L'empereur lui propose alors de s'installer au Castel dell'Ovo .
Compte tenu du rang des parties impliquées, l'affaire suscite une controverse au sein de la noblesse italo-espagnole et à la cour papale. Ignace de Loyola envoie Nicolas Bobadilla pour tenter de persuader Giovanna de retourner auprès de son mari. Lorsque cela échoue, il lui rend lui-même visite à Alvita, mais en vain. En cela, elle est soutenue par son fils, Marcantonio. Néanmoins, elle fait don aux Jésuites d'un terrain sur la colline du Quirinal pour y construire leur premier séminaire, l'église Sant'Andrea al Quirinale .
Malgré tout cela, Giovanna reste proche de Vittoria Colonna et, avec sa sœur et Constanza d'Avalos, elle soutient l'écrivain religieux Juan de Valdés.
En 1541, lorsque le pape Paul III augmente le prix du sel, elle tente d'intercéder en faveur de son mari, qui refuse de payer la taxe . Elle rassemble également des armes et des hommes et vend des bijoux pour la défense de Paliano . Malgré sa médiation, les forces du pape attaquent les terres d'Ascanio et celui-ci est emprisonné par un envoyé de Charles Quint.
Comme le pape Paul III, le pape Paul IV est un ennemi de la famille Colonna. En 1556, il assigne Giovanna à résidence à Rome et lui interdit d'organiser des mariages pour ses filles, les destinant peut-être à ses neveux. Le traitement réservé à Giovanna suscite des commentaires négatifs à Venise car elle y est depuis longtemps une mécène des artistes et des écrivains . Elle s'échappe déguisée en servante et s'enfuit à Tagliacozzo avec ses enfants et ses domestiques. En 1560, après la mort de Paul IV, elle retourne à Rome et devient une figure marquante de la vie politique et religieuse italienne .
Le poète Girolamo Ruscelli lui rend hommage dans une anthologie regroupant les œuvres de nombreux poètes italiens contemporains .
Giovanna d'Aragona décède à Rome le 11 septembre 1575 .